# Gastromyzon danumensis
Gastromyzon danumensis är en fiskart som beskrevs av Chin och Inger, 1989. Gastromyzon danumensis ingår i släktet Gastromyzon och familjen grönlingsfiskar. Inga underarter finns listade i Catalogue of Life.